# Wendy Quirk
Wendy Patricia Quirk, nach Heirat Wendy Patricia Johnson, (* 29. Mai 1959 in Montreal) ist eine ehemalige kanadische Schwimmerin. Sie gewann bei Schwimmweltmeisterschaften zwei Bronzemedaillen, bei Panamerikanischen Spielen erkämpfte sie zwei Silber- und zwei Bronzemedaillen und bei Commonwealth Games erschwamm sie drei Goldmedaillen, zwei Silbermedaillen und eine Bronzemedaille.

## Karriere
Wendy Quirk gewann ihre erste internationale Medaille bei den Commonwealth Games 1974 in Christchurch. Dort erreichte sie über 400 Meter Freistil den zweiten Platz hinter der Australierin Jenny Turrall. Außerdem belegte Quirk den vierten Platz über 200 Meter Freistil sowie den fünften Platz über 800 Meter Freistil und über 100 Meter Schmetterling. Bei den Schwimmweltmeisterschaften 1975 in Cali erreichte sie den sechsten Platz über 200 Meter Schmetterling. Die kanadische Lagenstaffel mit Nancy Garapick, Joann Baker, Wendy Quirk und Jill Quirk belegte den vierten Platz mit über zwei Sekunden Rückstand auf die Bronzemedaille. Bei den Panamerikanischen Spielen 1975 in Mexiko-Stadt erkämpfte Quirk die Bronzemedaille über 100 Meter Schmetterling. Die kanadische Lagenstaffel mit Lynn Chénard, Joann Baker sowie Wendy und Jill Quirk gewann die Silbermedaille hinter der Staffel aus den Vereinigten Staaten.
1976 bei den Olympischen Spielen in Montreal trat Quirk in vier Disziplinen an. Zunächst belegte sie den fünften Platz über 200 Meter Schmetterling. Über 400 Meter Freistil verpasste sie als Neunte der Vorläufe den Finaleinzug um 0,35 Sekunden. Über 100 Meter Schmetterling erreichte sie als einzige Kanadierin das Finale und schlug im Endlauf als Sechste an. Schließlich verfehlte sie als Neunte der Vorläufe über 800 Meter Freistil den Finaleinzug um 0,28 Sekunden.
1978 trat Wendy Quirk bei den Commonwealth Games in Edmonton in sechs Disziplinen an und erhielt mit dem vierten Platz über 200 Meter Freistil nur in einer Disziplin keine Medaille. Über 100 Meter Freistil war sie Dritte, über 100 Meter Schmetterling gewann sie und über 200 Meter Schmetterling war sie Zweite hinter der Australierin Michelle Ford. Ihre zweite Goldmedaille erhielt sie als Schlussschwimmerin der 4-mal-100-Meter-Freistilstaffel zusammen mit Carol Klimpel, Gail Amundrud und Susan Sloan. Schließlich gewann auch die kanadische Lagenstaffel mit Helene Boivin, Marian Stuart, Wendy Quirk und Carol Klimpel die Goldmedaille. Bei den Schwimmweltmeisterschaften 1978 in West-Berlin belegte die kanadische Lagenstaffel mit Boivin, Stuart, Quirk und Klimpel den sechsten Platz. Über 100 Meter Schmetterling siegte Joan Pennington aus den Vereinigten Staaten vor Andrea Pollack aus der DDR und Wendy Quirk, auf der 200-Meter-Schmetterlingsstrecke schwamm Quirk auf den vierten Platz. Die kanadische Freistilstaffel mit Gail Amundrud, Nancy Garapick, Susan Sloan und Wendy Quirk gewann Bronze hinter den Staffeln aus den Vereinigten Staaten und aus der DDR.
1979 fanden die Panamerikanischen Spiele in San Juan statt. Die kanadische Freistilstaffel mit Gail Amundrud, Carol Klimpel, Anne Jardin und Wendy Quirk erhielt die Silbermedaille hinter der Staffel aus den Vereinigten Staaten. Über 400 Meter Freistil erreichte Wendy Quirk den dritten Platz hinter Cynthia Woodhead und Tracy Caulkins aus den Vereinigten Staaten. Die Teilnahme an den Olympischen Spielen 1980 verpasste Wendy Quirk wegen des Olympiaboykotts.